# Köprübaşı, Çayeli
Köprübaşı là một xã thuộc huyện Çayeli, tỉnh Rize, Thổ Nhĩ Kỳ. Dân số thời điểm năm 2010 là 126 người.